# Resolució 1944 del Consell de Seguretat de les Nacions Unides
La Resolució 1944 del Consell de Seguretat de les Nacions Unides fou adoptada per unanimitat el 14 d'octubre de 2010. Després de recordar resolucions anteriors sobre Haití, incloses les resolucions 1542 (2004), 1576 (2004), 1608 (2005), 1658 (2006), 1702 (2006), 1743 (2006), 1780 (2007), 1840 (2008) 1892 (2009), 1908 (2010) i 1927 (2010), el Consell va renovar el mandat de la Missió d'Estabilització de les Nacions Unides a Haití (MINUSTAH) fins al 15 d'octubre de 2011.

## Resolució

### Observacions
En el preàmbul de la resolució, el Consell va reconèixer que el terratrèmol de gener de 2010 va generar nous desafiaments i oportunitats a Haití. El govern d'Haití i les autoritats van ser convocades a garantir la celebració de les eleccions generals el 28 de novembre de 2010. El Consell va declarar que la reconstrucció d'Haití era crucial per a la seguretat i l'estabilitat a llarg termini i que hauria d'anar acompanyada del desenvolupament econòmic i social. Es va instar als donants a complir les seves promeses cap a Haití en una conferència el 31 de març de 2010. L'Organització dels Estats Americans (OEA) va ser elogiada pels seus esforços cap als preparatius electorals.
Hi havia preocupació per la creixent quantitat d'armes en circulació, tràfic de drogues i seguretat als campaments de refugiats. El Consell va reconèixer que el respecte dels drets humans, la lluita contra la delinqüència, la violència sexual i la impunitat eren essencials per mantenir l'ordre. A més, la presència de ministres de pau de la MINUSTAH i de les Nacions Unides va ser fonamental per a la seguretat i l'estabilitat a Haití. Va donar la benvinguda als esforços de l'ex president dels Estats Units, Bill Clinton, com a Enviat Especial de les Nacions Unides per Haití.

### Actes
Actuant sota el Capítol VII de la Carta de les Nacions Unides, el mandat de la MINUSTAH es va ampliar fins al 15 d'octubre de 2011 amb 8.940 efectius i 4.391 policies, amb la intenció de renovar-lo novament. La resolució va determinar que Haití i la seva gent eren, en última instància, responsables de l'estabilització del país, i de manera gratuïta i eren un pre-requisit important unes eleccions lliures i imparcials.
Es va requerir a la MINUSTAH que continués diverses activitats a Haití, inclosa la formació de la Policia Nacional d'Haití, la lluita contra el delicte, la protecció dels drets humans, la reforma judicial i les activitats per augmentar la confiança de la població haitiana cap a la MINUSTAH. El Consell va condemnar la violència contra els nens i els abusos de dones i nenes i va demanar al Secretari General de les Nacions Unides Ban Ki-moon que posés atenció en el tema en els seus futurs informes sobre el situació a Haití.